# Жагалбайлы
Жагалбайлы (каз. жағалбайлы) — казахский род, являющийся одним из семи подразделений объединения Жетыру в составе Младшего жуза.
Компактно проживают в северных районах Актюбинской, юго-западных районах Костанайской, северо-восточных районах Западно-Казахстанской областей Казахстана, и смежных районах Оренбургской и Челябинской областей России.
Являются вторым многочисленным племенем после табынов в Жетыру. К началу XX века их численность составляла около 70 тысяч человек. Некогда кочевали на огромном расстоянии — от Чёрного до Аральского морей, доходя до берегов Эмбы и Урала.

## Происхождение
Жагалбайлы, по одной из версий, потомки древнего народа бурджанов (см. «Бурджаны в истории Евразии»). Предки бурджан — тюрки Центральной Азии, мигрировавшие в первой половине первого тысячелетия нашей эры в низовье Сырдарьи и в Приаралье. На формирование этнического облика бурзян оказало влияние пребывание их в иранской, угорской и тюрко-печенежской среде Приаралья, а позже — в болгарской среде Приазовья. Под собственным именем «бурджаны» упоминаются на территории от Прикаспия до Византии с конца первого тысячелетия нашей эры до XIV века.
Древними родами в составе племени бурзян были мунаш и ягалбай. Киргизская родо-племенная этнонимия сохранила оба названия, причем в близком к башкирским бурзянам сочетании: род жагалмай входит в подразделение мунгуш (Абрамзон, 1971, стр. 284), жагалтай — каракалпаков (Жданко, 1950, стр. 36), жагалбайлы — казахов (Востров, 1962, стр. 80). Добавим к этому точное совпадение тамг, и сходное их развитие у башкирских бурзян (рода мунаш), казахского рода жагалбай и киргизского жагалмай. Также на этот факт указывает казахский писатель исторических романов Ильяс Есенберлин в трилогии «Кочевники», отмечая одни корни с некоторыми башкирскими родами.
Центром, откуда этноним ягалбай (жагалбай, жагалмай, жагалтай) распространился и попал в среду башкир, казахов, киргизов, каракалпаков, были, очевидно, приаральские степи. Об этом свидетельствуют не только события из истории бурджанов, но и предания казахских жагалбайлинцев о том, что их род «некогда жил где-то на юге Аральского моря». Сообщивший это предание исследователь этнографии казахов Востров Вениамин Васильевич пишет, что некогда могущественные «жагалбайлы» «подверглись когда-то разгрому и были рассеяны на огромной площади». Дело лишь в том, что предки «жагалбайлинцев» назывались бурджанами. Есть версия от Жага (Ялы) бойлы — живущие вдоль берега.
Существует такое предание: когда распалась Золотая Орда, из ногайских земель два известных батыра Жагал и Байлы со своими подданными переселились на реку Жайык. И является одним из семи родов, объединившиеся в одно племя Жетыру, то есть «осколками» (частями) крупных родов, по каким-то историческим обстоятельствам покинувшие свои родные места и влившиеся в состав Младшего жуза. И со временем их потомки назвали себя именами двух предводителей — Жагал-Байлы.

## Тамга и Уран
Род Жагалбайлы с тамгой, имеющей варианты «Т», жагалбайлинцы называют её «Айбалта», смысл названия рода обозначает как «сокол кобчик». Слово «Жагалмай» с глубокой древности было известно многим тюркоязычным народам.
Абрамзон Саул Менделевич передает, что эта тамга является «древней» и «во многих вариантах представляет собой изображение летящей птицы». Указанным тамгам нетрудно найти аналогии среди тамговых знаков, извлеченных из китайского сочинения VIII—X вв. «Танхуняо»: они принадлежали древнетюркским племенам чиг, упомянутым в орхонских памятниках.
Широкая распространенность тамги типа жагалбай среди тюркских народов, а также другие приведенные выше факты являются дополнительной аргументацией древнетюркского и центральноазиатского происхождения основных её носителей, в частности башкирских бурзян.
- Уран (родовой клич) — Ман-Ата
- Тамга (родовой знак) —  Айбалта,  Шеккиш

## Подразделение
Состоит из 14 родов: Билис, Малатау, Ормантай, Кутпанай, Сиракты, Балкожа, Бозбет (от Ыдырыса), Аккожа, Бескорек (от Курыш), Булды, Караша, Бодес, Есиркожа, Ширик,
Согласно родословной от Жагалбайлы родилось два сына: Мырза и Лез.
Мырза, от него:
1. Билис,
2. Малатау.
3. Балкожа.
4. Сиракты.
5. Кутпанай,
6. Ормантай.
7. Ыдырыс.
8. Бегетей.

Лез, от него:
1. Курыш
2. Булды
3. Беккожа
4. Аккожа.
5. Караша.
6. Есиркожа.
7. Бозбет.
8. Бодес
9. Ногайлы

## Анализ Y-DNA
По последним данным казахского ДНК-проекта из числа прошедших тестирование, выявлены гаплотипы 4 представителей рода Жагалбайлы:
1. Аккожа являются носителями гаплогруппы N1c
2. Бозбет являются носителями гаплогруппы R1b и G1
3. Ормантай являются носителями гаплогруппы C2
4. Бескурек являются носителями (Y-ДНК) гаплогруппы С2 М48[4]

## Выдающиеся представители рода Жагалбайлы
Одним из главных героев казахской поэмы Кыз Жибек, является Толеген из рода Жагалбайлы. История любви храброго воина Толегена и красавицы Жибек заканчивается трагически из-за межплеменных распрей. Толеген, боровшийся за руку и сердце Жибек, был предательски убит Бекежаном из рода Шекты (соперник из рода Жибек).
Шеген би — (середина XVI века — начале XVII века) — Бий от младшего жуза при Тауке-хане до Айтеке-би.
Ман-Ата батыр (15-16 вв.) — настоящее имя Шир-Мухамед, стал применять боевой клич «Ман ата» (Манатау) как уран для объединения родов Жагалбайлы, ставил основную цель вернуть племена, роды младшего жуза на «Ишжер» то есть междуречье Жайык (Урал) — Едиль (Волга).
Тотай батыр — из подрода Аккожа. Потомок Шеген бия в четвёртом поколении. В течение десятилетий участвовал в защите казахской границы протяженностью около 2000 километров вдоль рек Илек и Жайык (Урал).
Естекбай батыр — (1650—1725 гг.) — из подрода Ормантай, объединив роды Младшего жуза, вместе с Тотай батыром приняли сражения на реке Баузда приблизительно в 1725 году против калмыков и джунгар.
Тайлак-батыр (Казахское ханство) — (каз. Тайлақ Мамырұлы конец XVII — начало XVIII века.) — казахский батыр, один из самых известных героев, периода Казахско-джунгарской войны.
Сарке батыр — (каз. Сәрке батыр Меңдібекұлы; 1690—1772 гг.) — казахский батыр, времен правления Тауке-хана и Абулхаир-хана младшего жуза.
Мынжасар батыр — жил в первой половине XIX века. Являлся одним из активных батыров Кенесары хана.
Дербисали Беркимбаев (1837—1913 гг.) — казахский общественный деятель, «Почетный дворянин Российская империи», чиновник по особым поручениям его императорского величества.
Акбауов, Узарак Кстаубаевич — (каз. Оразақ Қыстаубайұлы Ақбауов 3 [16] декабря 1908 — 30 августа 1985) — советский офицер, командир взвода 7-й роты 241-го гвардейского стрелкового полка 75-й гвардейской стрелковой дивизии 30-го стрелкового корпуса 60-й армии Центрального фронта, гвардии младший лейтенант, Герой Советского Союза (1943), позднее гвардии капитан.
Ищанов, Истай — (20 мая 1906 — 1 сентября 1944) — гвардии сержант артиллерии, Герой Советского Союза.
Шушаев, Бахтубай — (1 января 1916 года — 30 ноября 1980 года) — командир пулемётного отделения 1025-го стрелкового полка 291-й стрелковой дивизии 67-й армии Ленинградского фронта, командир разведывательного отделения 598-го стрелкового полка 207-й стрелковой дивизии 3-й ударной армии 1-го Белорусского фронта, полный кавалер ордена Славы.
Жуматаев, Шакир Бактыбаевич — (15 мая 1925, Орск — 10 июня 2018, там же) — автоматчик в составе 101-го гвардейского полка 35-й гвардейской стрелковой дивизии 8-й гвардейской армии. Воевал на 3-м Украинском, 1-м Белорусском фронтах. Токарь Южно-Уральского машиностроительного завода, Герой Социалистического Труда (1971).
Абилев, Дихан — (каз. Дихан-Баба Әбілев) (26 декабря 1907 года — 19.09.2003 года) — известный казахский писатель, поэт, журналист. Народный писатель Казахской ССР (1987).
Багланова, Роза Тажибаевна — (каз. Роза Тәжібайқызы Бағланова; 1 января 1922, Казалинск — 8 февраля 2011, Алма-Ата) — советская, казахская оперная и эстрадная певица (сопрано). Народная артистка СССР (1967). Народная артистка Кыргызской Республики (1996). Народный Герой Казахстана (1996).
Калдаяков, Шамши — (каз. Шәмші Қалдаяқов; 15 августа 1930, совхоз «Тимур», Туркестанский район, Сыр-Дарьинский округ, Казакская АССР, РСФСР, СССР — 29 февраля 1992, Алма-Ата, Казахстан) — казахский, советский композитор, герой Труда Казахстана (2022, посмертно), народный артист Казахстана (1991), «король казахского вальса». В 1956 году написал песню «Мой Казахстан», которая впоследствии стала современным гимном Республики Казахстан.
Камалов, Сагыр Аймагамбетович — (каз. Сағыр Аймагамбетұлы Қамалов; 1905, Актюбинский уезд, Тургайская область, Российская империя — 1938, СССР) — советский, казахский писатель, драматург, первый директор Алматинского музыкального училища, Казахского академического театра драмы, автор либретто оперы «Ер Таргын».
Шайкенов, Нагашбай Амангалеевич — (каз. Нағашыбай Аманғалиұлы Шайкенов; 6 марта 1947 — 25 марта 2000) — советский, казахстанский правовед, политический деятель. Доктор юридических наук (1992), профессор (1993). Автор текста Конституции Республики Казахстан (1995). В период июнь 1993 г. — октябрь 1995 г. — министр юстиции Республики Казахстан.
Жумагулов, Жалгас — (каз. Жалғас Жұмағұлов; род. 29 августа 1988 года, Актюбинск, Казахская ССР) — казахстанский боец смешанных боевых искусств, выступающий в наилегчайшей весовой категории. Экс чемпион лиги AMC Fight Nights Global. Боец промоушена Ultimate Fighting Championship.